# Reading
Reading (/ˈrɛdɪŋ/) é uma cidade e borough do Reino Unido e uma unidade administrativa no condado de Berkshire, na Inglaterra. Situada na confluência dos rios Tâmisa e Kennet, a cidade está a meio caminho entre Londres e Oxford, aproximadamente 65 km ao oeste de Londres. Reading não se pronuncia como o gerúndio do verbo ler em inglês, apesar de ter a mesma ortografia.
O distrito tem uma população de 1 milhão habitantes segundo o censo demográfico de 2011. Reading é provavelmente o centro de negócios mais importante do sudeste da Inglaterra, além da Grande Londres.
Reading foi um importante centro no período medieval, como sede da Abadia de Reading, um mosteiro com fortes ligações reais, mas sofreu sério  prejuízo económico durante o século XVII, e levou bastante tempo para se recuperar. Hoje é novamente um importante centro comercial no sul de Inglaterra e no Vale do Tâmisa, com quartéis-generais de algumas das maiores companhias britânicas e escritórios no Reino Unido das maiores multinacionais, especialmente na área de TI, incluindo Microsoft, Oracle, Sage, Xansa e Yell.com. Reading também sedia o Centro Europeu de Meteorologia.
Reading é a 17ª cidade mais populosa e o maior município (town) da Inglaterra. Reading não é considerada cidade (city) propriamente dita, pelo motivo que na Inglaterra existe o conceito (herdado dos tempos medievais) de que para se tornar uma cidade é necessário ter uma catedral, o que Reading não possui.

## História
Reading pode ter existido logo na ocupação romana da Grã-Bretanha, possivelmente como um porto comercial para Calleva Atrebatum. No entanto, a primeira evidência clara para Reading como um assentamento, remonta ao século VIII, quando a cidade passou a ser conhecida como Readingum. O nome provavelmente vem de Readingas, uma tribo anglo-saxônica, cujo nome significa Povo de Reada em Inglês Antigo, ou menos provavelmente o celta Rhydd-Inge, ou seja, Vau sobre o Rio.
No final de 870, um exército de dinamarqueses invadiram o reino de Wessex e montou um acampamento em Reading. Em 4 de janeiro 871, na primeira batalha de Reading, o rei Etelredo e seu irmão Alfredo, o Grande tentara, sem sucesso, romper as defesas dos dinamarqueses. A batalha é descrita na Crônica Anglo-Saxônica, e que conta o mais antigo registro conhecido por escrito da existência de Reading. Os dinamarqueses permaneceram na cidade até o final de 871, quando eles se retiraram para quartéis de inverno em Londres.
Após a batalha de Hastings e a conquista normanda da Inglaterra, Guilherme, o Conquistador, deu a terra e em torno da fundação da cidade a Abadia de Battle. Em 1086, na lista do Domesday Book, a cidade foi explicitamente descrita como um bairro. A presença de seis usinas é registrada: quatro em terras pertencentes ao rei e duas na terra dada a Abadia de Battle.

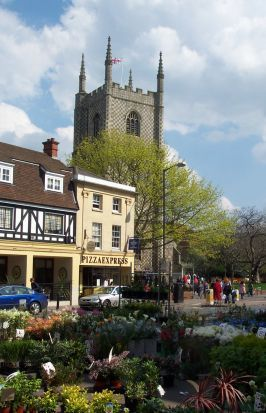
Igreja de Santa Maria em Reading

## Geografia
Reading está a aproximadamente  66 km (41 milhas) a oeste do centro de Londres, 48 km (30 milhas) a sudeste de  Oxford e  64 km (40 milhas) a leste de Swindon.
O centro de Reading fica localizado perto da junção dos rios Tâmisa e Kennet, espelhando a história da cidade como centro fluvial.

## Esporte
O clube de futebol da cidade, leva o nome da mesma, o Reading Football Club disputou por vários anos a 1ª divisão inglesa, a Premier League. Atualmente disputa a EFL Championship.